# Sant'Andrea-di-Cotone
Sant'Andréa-di-Cotone (en cors Sant' Andria di u Cutone) és un municipi francès, situat a la regió de Còrsega, al departament d'Alta Còrsega. L'any 1999 tenia 167 habitants.

## Demografia
| 1962 | 1968 | 1975 | 1982 | 1990 | 1999 |
| ---- | ---- | ---- | ---- | ---- | ---- |
| 154  | 209  | 160  | 127  | 182  | 167  |

## Administració
| Període | Identitat          | Partit | Qualitat |  |
| ------- | ------------------ | ------ | -------- |  |
| 2001-   | Dominique Domarchi | PRG    |          |  |